# Beriev Be-4
Il Beriev Be-4 (in caratteri cirillici Бериев Бе-4), originariamente designato Beriev KOR-2 (Бериев КОР-2), era un idroricognitore monomotore ad ala alta progettato dall'OKB 49 diretto da Georgij Michailovič Beriev e sviluppato in Unione Sovietica negli anni quaranta.
Impiegato negli anni successivi dalla Aviacija Voenno-Morskogo Flota, la componente aerea della Marina militare dell'Unione Sovietica, rimase operativo durante lo svolgimento della seconda guerra mondiale.

## Utilizzatori
Unione Sovietica
- Aviacija Voenno-Morskogo Flota